# Giovanni Battista Scalabrini

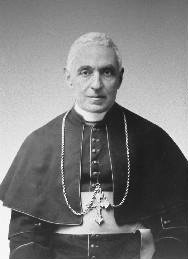
Hl. Bischof Giovanni Battista Scalabrini

Giovanni Battista Scalabrini (* 8. Juli 1839 in Fino Mornasco, Provinz Como, Italien; † 1. Juni 1905 in Piacenza) war Bischof von Piacenza und Begründer der italienischen Auswandererseelsorge. 1997 wurde er selig- und 2022 heiliggesprochen.

## Leben
Giovanni Battista Scalabrini wurde als dritter von acht Söhnen des Weinhändlers Luigi Scalabrini und seiner Frau Colomba Trombetta geboren und erhielt in Como seine Schul- und Seminarausbildung. Am 30. Mai 1863 empfing er die Priesterweihe. Zunächst war er Lehrer am Seminar San Abondio in Como; 1868 wurde er zu dessen Rektor berufen. Danach war er Gemeindepfarrer in Como. Am 13. Dezember 1875 ernannte ihn Papst Pius IX. zum Bischof von Piacenza.

### Bischof von Piacenza
Als Bischof nahm er sich vor allem der Seelsorge an, wobei den Armen und den Gehörlosen seine besondere Sorge galt. Er besuchte die Kranken in den Hospitälern und die Gefangenen in den Strafanstalten. Alle 365 Pfarreien seines Bistums bereiste er anlässlich von Pastoralvisiten im Laufe seines Episkopates mindestens fünfmal, und zwar jeweils im Winter die Pfarreien der Stadt Piacenza, im Frühjahr die in deren Umland und im Sommer und im Herbst die 200 Pfarreien in den Bergen. Während der schweren Hungersnot im Jahre 1879 richtete er im Bischofshaus eine Armenküche ein, die er u. a. durch den Verkauf liturgischen Gerätes finanzierte. In zahlreichen Hirtenbriefen befasste er sich mit den drängenden sozialen Nöten, ebenso bei den drei Diözesansynoden, die er einberief, nachdem seit 1723 – entgegen den kanonischen Vorschriften – keine Diözesansynode mehr stattgefunden hatte.

### Der „Vater der Auswanderer“

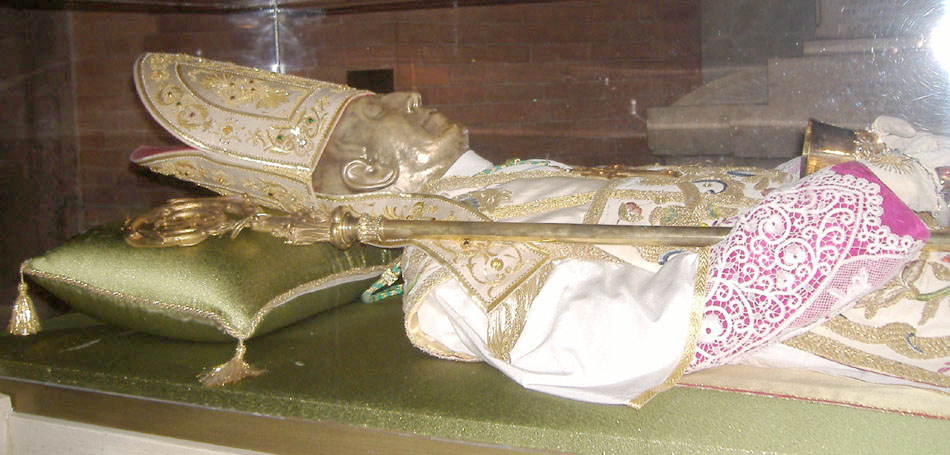
Reliquiengrab (Dom von Piacenza)

Bei seinen Besuchen in den Pfarreien hörte Bischof Scalabrini wieder und wieder, wie viele ihrer Bewohner Not und Hunger zur Auswanderung gezwungen hatten. Nach seiner ersten Pastoralvisite zog er Bilanz: Im Bistum Piacenza waren es 28.000 Menschen, die die Heimat verlassen hatten, mehr als ein Zehntel der Bevölkerung. Er studierte die sozialen, kulturellen und religiösen Folgen, die die Auswanderung Hunderttausender von Italienern nach Amerika nach sich zog. 1887 gründete er deshalb die Congregazione dei Missionari per gli emigrati italiani, die „Kongregation der Missionare für die ausgewanderten Italiener“. Die nach ihrem Gründer auch Scalabriniani genannten Patres wurden zur Seelsorge unter den italienischen Auswanderern nach Übersee entsandt und gründeten dort italienischsprachige Pfarreien. 1888 reiste eine erste Gruppe von Scalabriniani-Missionaren in die USA und nach Brasilien. 1895 rief Scalabrini auch eine weibliche Kongregation ins Leben, die Congregazione delle Suore Missionarie di San Carlo Borromeo per gli emigrati, die „Kongregation der Missionsschwestern vom heiligen Karl Borromäus für die Ausgewanderten“, nach ihrem Gründer auch Scalabriniane genannt. 1901 reiste er selbst nach Nordamerika und berichtete Papst Leo XIII. unmittelbar nach seiner Rückkehr von seinen Erfahrungen. 1904 folgte eine weitere Reise in mehrere südamerikanische Länder. Wichtig für die Entwicklung seines theologischen und pastoralen Programms war seine Freundschaft mit Geremia Bonomelli (1831–1914, seit 1871 Bischof von Cremona), mit dem er ab 1868 in enger Verbindung stand.
Seine Grabstätte befindet sich in der Kathedrale von Piacenza.

## Selig- und Heiligsprechung
Der Prozess zur Seligsprechung wurde 1936 eingeleitet; 1997 wurde Giovanni Battista Scalabrini von Papst Johannes Paul II. seliggesprochen. Er gilt als Patron der Auswanderer.
Franziskus kündigte im Konsistorium der Kardinäle am 27. August 2022 die Heiligsprechung Scalabrinis an. Diese fand am 9. Oktober desselben Jahres statt, gemeinsam mit der Heiligsprechung Artemide Zattis.